# Club Atlético Sarmiento (Ayacucho)
El Club Sarmiento de Ayacucho es una institución deportiva y social de la ciudad de Ayacucho, en la provincia de Buenos Aires, Argentina. Fundado en 1922, se ha destacado por su compromiso con el desarrollo del fútbol y otras disciplinas deportivas a nivel local.

## Historia
El Club Sarmiento de Ayacucho fue fundado el 10 de julio de 1922, inicialmente enfocado en el fútbol, deporte que rápidamente se convirtió en su actividad principal. A lo largo de su historia, el club ha sido un pilar en la comunidad local, promoviendo la práctica deportiva y fomentando valores de camaradería y esfuerzo. Con el tiempo, Sarmiento amplió su oferta deportiva, incorporando nuevas disciplinas y actividades sociales. Su legado incluye numerosos logros en el ámbito regional, consolidándose como una de las instituciones más representativas de Ayacucho.

## Estadio
El Estadio Municipal Dr. José Antonio Barbieri de Ayacucho es un recinto deportivo ubicado en la ciudad de Ayacucho, en la provincia de Buenos Aires, Argentina. Este estadio es principalmente utilizado para la práctica de fútbol y es un espacio clave para el deporte local, siendo sede de equipos de la ciudad y de importantes competencias regionales.
El nombre del estadio rinde homenaje al Dr. José Antonio Barbieri, un médico y figura relevante de la comunidad, lo que refuerza el vínculo entre el estadio y la historia local. Es un espacio de encuentro para los habitantes de Ayacucho, donde se celebran no solo partidos de fútbol, sino también eventos culturales y sociales que reflejan la importancia del deporte en la vida de la ciudad.

## Jugadores destacados
- Octavio Bianchi